# Wioślarstwo na Letnich Igrzyskach Olimpijskich 2008 – ósemka kobiet
Ósemka kobiet (W8x) – konkurencja rozgrywana podczas Letnich Igrzysk Olimpijskich 2008 w Pekinie między 9 a 16 sierpnia w Parku Olimpijskim Shunyi.

## Harmonogram konkurencji
Wszystkie godziny w standardowym czasie chińskim (UTC+8)
| Godzina                        | Wydarzenie  | Runda      |
| ------------------------------ | ----------- | ---------- |
| Poniedziałek, 11 sierpnia 2008 | 14:50-15:10 | Eliminacje |
| Środa, 13 sierpnia 2008        | 17:40-17:50 | Repasaże   |
| Niedziela, 17 sierpnia 2008    |             | Finał B    |
| Niedziela, 17 sierpnia 2008    | 17:10-17:20 | Finał A    |

## Medaliści
| Złoto | Srebro | Brąz |
| Stany Zjednoczone · Erin Cafaro · Lindsay Shoop · Anna Goodale · Eleanor Logan · Anna Cummins · Zsuzsanna Francia · Caroline Lind · Caryn Davies · Mary Whipple | Holandia · Femke Dekker · Marlies Smulders · Nienke Kingma · Roline Repelaer van Driel · Annemarieke van Rumpt · Helen Tanger · Sarah Siegelaar · Annemiek de Haan · Ester Workel | Rumunia · Constanța Burcică · Viorica Susanu · Rodica Șerban · Eniko Mironcic · Simona Mușat-Strimbeschi · Ioana Papuc · Georgeta Damian-Andrunache · Doina Ignat · Elena Georgescu-Nedelc |

## Wyniki

### Eliminacje
Reguła kwalifikacji: 1 → FA, 2.. → R

#### Eliminacje 1
| Miejsce | Zawodnik | Kraj              | Czas    | Uwagi |
| ------- | --- | ----------------- | ------- | ----- |
| 1       | Erin Cafaro Lindsay Shoop Anna Goodale Eleanor Logan Anna Cummins Zsuzsanna Francia Caroline Lind Caryn Davies Mary Whipple                                            | Stany Zjednoczone | 6:06,53 | FA    |
| 2       | Carla Ashford Beth Rodford Natasha Page Natasha Howard Jessica Eddie Sarah Winckless Alison Knowles Katie Solesbury Greves Caroline O’Connor                           | Wielka Brytania   | 6:08,68 | R     |
| 3       | Heather Mandoli Andreanne Morin Sarah Bonikowsky Ashley Brzozowicz Romina Stefancic Buffy-Lynne Williams-Alexander Darcy Marquardt Jane Rumball Lesley Thompson-Willie | Kanada            | 6:12,68 | R     |
| 4       | Christina Hennings Katrin Reinert Nina Wengert Nadine Schmutzler Lenka Wech Maren Derlien Nicole Zimmermann Elke Hipler Annina Ruppel                                  | Niemcy            | 6:14,42 | R     |

#### Eliminacje 2
| Miejsce | Zawodnik | Kraj      | Czas    | Uwagi |
| ------- | --- | --------- | ------- | ----- |
| 1       | Constanța Burcică Viorica Susanu Rodica Șerban Eniko Mironcic Simona Mușat-Strimbeschi Ioana Papuc Georgeta Damian-Andrunache Doina Ignat Elena Georgescu-Nedelc | Rumunia   | 6:05,77 | FA    |
| 2       | Femke Dekker Marlies Smulders Nienke Kingma Roline Repelaer van Driel Annemarieke van Rumpt Helen Tanger Sarah Siegelaar Annemiek de Haan Ester Workel           | Holandia  | 6:07,41 | R     |
| 3       | Pauline Frasca Brooke Pratley Sally Kehoe Natalie Bale Elizabeth Kell Kate Hornsey Sarah Tait Sarah Heard Elizabeth Patrick                                      | Australia | 6:07,93 | R     |

### Repasaże
Reguła kwalifikacji: 1-4 → FA, 5... → FB
| Miejsce | Zawodnik | Kraj            | Czas    | Uwagi |
| ------- | --- | --------------- | ------- | ----- |
| 1       | Heather Mandoli Andreanne Morin Sarah Bonikowsky Ashley Brzozowicz Romina Stefancic Buffy-Lynne Williams-Alexander Darcy Marquardt Jane Rumball Lesley Thompson-Willie | Kanada          | 6:10,50 | FA    |
| 2       | Femke Dekker Marlies Smulders Nienke Kingma Roline Repelaer van Driel Annemarieke van Rumpt Helen Tanger Sarah Siegelaar Annemiek de Haan Ester Workel                 | Holandia        | 6:11,58 | FA    |
| 3       | Carla Ashford Beth Rodford Natasha Page Natasha Howard Jessica Eddie Sarah Winckless Alison Knowles Katie Solesbury Greves Caroline O’Connor                           | Wielka Brytania | 6:12,10 | FA    |
| 4       | Pauline Frasca Brooke Pratley Sally Kehoe Natalie Bale Elizabeth Kell Kate Hornsey Sarah Tait Sarah Heard Elizabeth Patrick                                            | Australia       | 6:12,52 | FA    |
| 5       | Christina Hennings Katrin Reinert Nina Wengert Nadine Schmutzler Lenka Wech Maren Derlien Nicole Zimmermann Elke Hipler Annina Ruppel                                  | Niemcy          | 6:14,45 | FB    |

### Finał B
| Miejsce | Zawodnik | Kraj   | Czas | Uwagi |
| ------- | --- | ------ | ---- | ----- |
| 1       | Christina Hennings Katrin Reinert Nina Wengert Nadine Schmutzler Lenka Wech Maren Derlien Nicole Zimmermann Elke Hipler Annina Ruppel | Niemcy |      |       |

### Finał A
| Miejsce | Zawodnik | Kraj              | Czas    | Uwagi |
| ------- | --- | ----------------- | ------- | ----- |
|         | Erin Cafaro Lindsay Shoop Anna Goodale Eleanor Logan Anna Cummins Zsuzsanna Francia Caroline Lind Caryn Davies Mary Whipple                                            | Stany Zjednoczone | 6:05,34 |       |
|         | Femke Dekker Marlies Smulders Nienke Kingma Roline Repelaer van Driel Annemarieke van Rumpt Helen Tanger Sarah Siegelaar Annemiek de Haan Ester Workel                 | Holandia          | 6:07,22 |       |
|         | Constanța Burcică Viorica Susanu Rodica Șerban Eniko Mironcic Simona Mușat-Strimbeschi Ioana Papuc Georgeta Damian-Andrunache Doina Ignat Elena Georgescu-Nedelc       | Rumunia           | 6:07,25 |       |
| 4       | Heather Mandoli Andreanne Morin Sarah Bonikowsky Ashley Brzozowicz Romina Stefancic Buffy-Lynne Williams-Alexander Darcy Marquardt Jane Rumball Lesley Thompson-Willie | Kanada            | 6:08,04 |       |
| 5       | Carla Ashford Beth Rodford Natasha Page Louisa Reeve Jessica Eddie Sarah Winckless Alice Freeman Katie Solesbury Greves Caroline O’Connor                              | Wielka Brytania   | 6:13,74 |       |
| 6       | Pauline Frasca Brooke Pratley Sally Kehoe Natalie Bale Elizabeth Kell Kate Hornsey Sarah Tait Sarah Heard Elizabeth Patrick                                            | Australia         | 6:14,22 |       |